# آق‌کول (شهرستان تلاس)
آق‌کول (به قزاقی: Ақкөл، اقكول) یک روستا در قزاقستان است که در شهرستان تلاس واقع شده‌است. آق‌کول ۲٬۳۲۷ نفر جمعیت دارد.